# Quentalia dolorosa
Quentalia dolorosa är en fjärilsart som beskrevs av Jones 1908. Quentalia dolorosa ingår i släktet Quentalia och familjen silkesspinnare. Inga underarter finns listade.